# Харцієв Василь Іванович
Василь Іванович Харцієв (1865–1937) — педагог, мовознавець і теоретик літератури.

## Життєпис

Василь Іванович Харцієв народився в родині кріпака, що втекла з Курської губернії й переховувалась до «волі» в Лисичанській балці, поблизу Бахмута. У дореволюційних джерелах зазначалося, що Харцієв Василь Іванович народився 31 грудня 1866 року. Цей же рік народження зазначено в «Енциклопедичному словнику» Брокгауза та Ефрона. Але в деяких післяреволюційних документах вже зазначається, що В. Харцієв народився 31 січня 1865 року, що, мабуть є помилкою. Після «волі» сім'я переїхала до Катеринослава, де батько працював бондарем.
Батькам вдалося підготувати сина до вступу в гімназію. Ось як писав про це сам Харцієв: «З приватної школи відставного жандарма перейшов до рук невдахи бурсака, який і підготував мене до вступу в підготовчий клас Катеринославської гімназії, яку я закінчив у 1886 році». В той же рік Василь вступає до Харківського університету. В університеті працює у відомого вченого мовознавця О. Потебні, стає його улюбленим учнем. Гурток навколо Потебні створюється при активній участі студента Василя Харцієва. Йому О. Потебня викладає щороку приватні лекції з теорії словесності, мови. Під впливом вченого Василь Харцієв працює над народною поезією, пише працю « О запевах и припевах в народной поэзии», за яку одержує золоту медаль. Закінчив університет в 1890 році. Своїм інтелектом та бажанням вчитися студент Василь Харцієв привернув до себе увагу і його залишали при університеті, але через скрутне матеріальне становище він відмовився. Після закінчення університету розпочинається педагогічна діяльність В. І. Харцієва. В 1891 році він одержує посаду викладача російської мови і літератури в Харківській жіночій гімназії, одночасно працюючи в чоловічій гімназії та реальній школі. Василь Харцієв створив першу дитячу колонію, про яку написав в книзі «Дитяча колонія в Березівських мінеральних водах» (1897).

Дружина В. І. Харціева Марія Дмитрівна з дітьми

Харцієв перебував у полі зору чекістів з початку 30-х років, хоча був заарештований лише у 1936 році, декілька місяців просидів у в'язниці під слідством у надзвичайно важких умовах. У тюрмі загострилася хвороба нирок і шлунку і його було переведено в лікарню. Після операції в надзвичайно тяжкому стані його забрали додому. Через декілька днів Василь Іванович Харцієв помер. За відомостями «Української радянської енциклопедії», це сталося 29 листопада 1937 року у Харкові . Папери В. І. Харцієва, його бібліотека, деякі рукописи О. Потебні зникли. Втрачено його не надруковані праці «Мова та література», «Єгипетські лілії», ряд інших.
Могилу Харцієва не розшукано. Поховано його вірогідніше всього в м. Кірово (нині Кропивницький) на Биківському кладовищі.
Різностороння педагогічна і наукова діяльність В. І. Харцієва, його висока культура, освіченість, його творча енергія на культурній ниві є взірцем для працівників освіти і науки. У червні 1993 року було підготовлено спеціальний випуск історико-краєзнавчої газети «Єлисавет», присв'ячений видатному українському педагогу Василю Івановичу Харцієву.

## Педагогічна та наукова діяльність
У 1904 В. І. Харцієв почав працювати вчителем мови та словесності у Катеринославському комерційному училищі А. Синявського. Згодом він виконував обов'язки інспектора училища, проте через події у 1905 він не став інспектором училища.

В. І. Харцієв, 1898 рік.

В Енциклопедичному словнику Брокгауза і Ефрона 1907 року є окрема стаття про Василя Івановича: "Харцієв (Василь Іванович) — педагог, нар. в 1866 р, навчався в Катеринославській гімназії та Харківському університеті на історико-філологічному факультеті; викладач російської мови в Харківському реальному училищі, дійсний член Харківського товариства грамотності і педагогічного відділу історико-філологічного товариства, в «Працях» якого надрукував ряд педагогічних статей. Брав найбільш діяльну участь в розбиранні посмертних праць О. О. Потебні та редагував III т. його «Записок» ".
Харцієв В. І. зробив помітний внесок у філологію та педагогіку, був найкращим знавцем творчості Олександра Потебні, улюбленим його учнем.
Публікував статті з мовознавства, теорії літератури й методики викладання мов; головною його заслугою була публікація з не цілком упорядкованих рукописів праць О. Потебні (учнем якого він був), не виданих за його життя, зокрема третього тому «Из записок по русской грамматике» і популяризація поглядів Потебні.
У вересні 1908 р. в Єлисаветграді було урочисто відкрито громадське комерційне училище в Єлисаветграді. Його директором було призначено свідомого українця В'ячеслава Володимировича Олександрова. На посаду інспектора він наполегливо рекомендував попечительській раді кандидатуру викладача Катеринославського комерційного училища Василя Івановича Харцієва. У 1908 році він переїздить до Єлисаветграда, де й очолює Єлисаветградську комерційну школу і одночасно викладає в реальному училищі.

### Єлисаветградське громадське комерційне училище

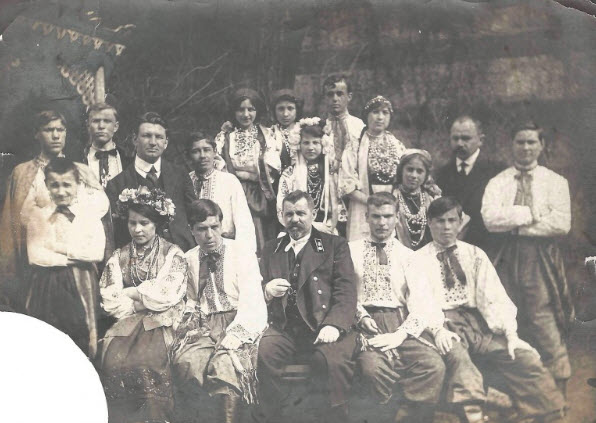

Василь Харцієв був учнем та послідовником Антона Синявського, відомого новатора у процесі створення комерційної освіти Російській імперії на межі ХІХ-ХХ ст. та представника реформаторської педагогіки, активного учасника Катеринославської «Просвіти». Під його керівництвом училище стало визначним з середніх навчальних закладів України. Новаторськими та унікальними для того часу були такі реалізовані Харцієвим в училищі ідеї:
- за сім років навчання діти отримували й загальне, і спеціальну освіту;
- мультилінгвальне навчання, вивчення кількох мов (російська, німецька, французька);
- навчання хлопчиків і дівчат разом, за однією програмою;
- демократичне управління (організаційні питання вчителі вирішували разом з батьківським комітетом і «шкільним парламентом», в який входили 12 старшокласників);
- вербальне та формуюче оцінювання (не ставили оцінок, натомість писали характеристики й намагалися знайти причини неуспішності кожного конкретного учня, замість іспитів проводили виставки та творчі вечори);
- спільне дозвілля вчителів та учнів, уроки поза стінами навчального закладу.[4]

Педагогічні ідеї Харцієва внесли новизну в педагогічну практику. Він звертав велику увагу у навчальному процесі на розвиток особистості з врахуванням індивідуальних та вікових особливостей, утвердження свідомої дисципліни, самоосвіти. Процес навчання повинен бути системним та наочним, носити доступний характер. Учитель повинен бути компетентним фахівцем, який володіє знаннями з різних галузей наук. Він повинен пробуджувати в учня інтерес до наукової роботи. Для унаочнення навчання училище постійно поповнювалося посібниками, приладами та картинами. З учнями проводилися практичні заняття з природознавства, хімії, фізики, товарознавства. Здійснювалися весняні й осінні прогулянки за містом, екскурсії на заводи центральної й південної України.
Головна ідея концепції В. Харцієва полягала у вихованні особистості вільної, всебічно розвиненої, озброєної міцними й потрібними в житті знаннями. Учень розглядався не як пасивний об'єкт навчання і виховання, а як дієва сторона цього процесу. В училищі була спроба відмовитися від бальної системи оцінювання знань учнів, заміни її характеристиками. Ця новація мала на меті систему покарань замінити системою дослідження причин неуспішності, негативного впливу на учнів і усунення цих причин, в міру можливостей, сім'єю та школою. Зміна відношення до учня, шанобливе ставлення до його особистості, відмова від поточних оцінок і дріб'язкових зауважень оздоровили морально-психологічний клімат в училищі.
Учні для літературно-музичних вечорів, які проводилися в училищі під наглядом педагогів, складали програми, самі вирішували фінансові справи, самі прибирали класи й коридори після заходів. Такі ж вечори влаштовувалися і для міської публіки. Програму концерту, що проходив після офіційної частини вечора, складали самі учні. Учні декламували вірші, серед яких були й твори Шевченка, Глібова, Руданського, Грінченка. В бібліотеку надходили газети та журнали, що вибиралися за допомогою анкетування учнів, з урахуванням їхніх побажань. Педагоги та учні приносили газети, які училище не передплачувало, зокрема і українську газету «Рада».
Харцієву вдалося втілити в життя нові педагогічні ідеї в умовах звичайної масової школи. Ці ідеї були В.Харцієвим конкретизовані, апробовані практикою, розвинуті. У нього можна знайти багато такого, що пізніше зустрінемо в працях Антона Макаренка й Василя Сухомлинського.
При училищі у 1911 було відкрито вечірні, торгові класи для дорослих, а у 1913 — торгову школу з 3-річним курсом навчання. Ця школа готувала прикажчиків, конторників, бухгалтерів та інших. У цих класах вивчали загальну арифметику, бухгалтерію, комерційну арифметику, торгову кореспонденцію, німецьку та російську мови, каліграфію.
Влітку 1918 року наркомат освіти України прийняв постанову про єдину семирічну трудову школу. В результаті гімназії, реальні та комерційні училища перестають існувати. Вечірні курси для трудящих існуватимуть до 1920 року.

### Вчитель вчителів
У 1918 році Василя Івановича призначають інспектором місцевого відділу народної освіти, з його ініціативи в Єлисаветграді було створено вчительські курси, які потім стали вчительським технікумом, Зінов'євським, а потім Кіровським учительським інститутом. Харцієв був не тільки директором майбутнього педуніверситету, але і першим професором ВНЗ. До останнього дня свого життя науковець активно працював над впровадженням ідей для покращення навчання дітей.

## Творча спадщина
Надзвичайно велику цінність мають праці В. І. Харцієва щодо вивчення і популяризації теоретичної спадщини видатного вченого-мовознавця О. О. Потебні. Це був улюблений учень О. Потебні, який осягнув його думку в її тонких нюансах. І учень віддавав належне пам'яті вчителя, доклавши чимало зусиль до приведення в порядок посмертних, чорнових рукописів Потебні з синтаксису та теорії словесності. Він один із перших описав їх.
Тільки завдяки грунтовній філологічній підготовці, знанням теоретичної спадщини великого вченого і величезній працьовитості В. І. Харцієва могли бути видані посмертно третій том творів О. О. Потебні «Із записок з російської граматики», «Замітки з теорії словесності» та інші.
За редакцією та вступними статтями В. І. Харцієва вийшло чимало праць О. О. Потебні, зокрема «Мисль і мова», «Із лекцій з теорії словесності», «Із записок з російської граматики» та інші. Не надрукованою залишилась велика праця В. Харцієва «Мова та література», в якій зроблено підсумок систематизованого вивчення теорії О. О. Потебні. Основні положення цієї праці надруковано в журналі «Червоний шлях» у статті «Мова та письмо — явища одного ґатунку». Крім того, В. І. Харцієв надрукував ряд критичних заміток, рецензій, у яких відстоював вчення О. О. Потебні від нападок дилетантів у мовознавчій науці. В. І. Харцієв був одним із найактивніших членів комітету по виданню повного зібрання творів О. О. Потебні при Всеукраїнській Академії наук.